# Malmö Fotbollförening 2017
Questa voce raccoglie le informazioni riguardanti il Malmö Fotbollförening, meglio conosciuto come Malmö FF, nelle competizioni ufficiali della stagione 2017.

## Maglie e sponsor
Lo sponsor tecnico è nuovamente Puma, partnership che continua a partire dalla stagione 2002. A differenza dell'anno precedente, il main sponsor ufficiale è Volkswagen.

La prima maglia è celeste, con l'eccezione di inserti bianchi sul colletto e sulle estremità delle maniche. I pantaloncini sono bianchi e i calzettoni celesti.

La società ha comunicato che la presentazione della seconda divisa sarebbe avvenuta nel corso della stagione. Fino ad allora, viene utilizzato un kit di colore blu marino simile a quello dell'anno precedente.

La nuova seconda divisa, di colore nero, è stata presentata a luglio. Sulla maglia, di colore leggermente più chiaro, sono raffigurate le torri che richiamano il logo del club.
| Casa | Trasferta 1 | Trasferta 2 |  |

## Rosa
| N. |                      | Ruolo | Calciatore                     |
| -- | -------------------- | ----- | ------------------------------ |
| 1  | Svezia (bandiera)    | P     | Johan Wiland                   |
| 2  | Svezia (bandiera)    | D     | Pa Konate                      |
| 3  | Svezia (bandiera)    | D     | Anton Tinnerholm               |
| 4  | Svezia (bandiera)    | D     | Behrang Safari (vice capitano) |
| 5  | Svezia (bandiera)    | C     | Erdal Rakip                    |
| 6  | Svezia (bandiera)    | C     | Oscar Lewicki                  |
| 7  | Danimarca (bandiera) | C     | Anders Christiansen            |
| 8  | Svezia (bandiera)    | A     | Carlos Strandberg              |
| 9  | Svezia (bandiera)    | A     | Markus Rosenberg (capitano)    |
| 10 | Norvegia (bandiera)  | C     | Magnus Wolff Eikrem            |
| 11 | Svezia (bandiera)    | A     | Alexander Jeremejeff           |
| 13 | Perù (bandiera)      | D     | Yoshimar Yotún                 |
| 15 | Svezia (bandiera)    | A     | Paweł Cibicki                  |
| 17 | Svezia (bandiera)    | D     | Rasmus Bengtsson               |

| N. |                      | Ruolo | Calciatore          |
| -- | -------------------- | ----- | ------------------- |
| 20 | Nigeria (bandiera)   | C     | Bonke Innocent      |
| 21 | Ghana (bandiera)     | C     | Kingsley Sarfo      |
| 22 | Svezia (bandiera)    | C     | Tobias Sana         |
| 23 | Norvegia (bandiera)  | C     | Jo Inge Berget      |
| 24 | Danimarca (bandiera) | D     | Lasse Nielsen       |
| 25 | Uruguay (bandiera)   | D     | Felipe Carvalho     |
| 26 | Norvegia (bandiera)  | D     | Andreas Vindheim    |
| 27 | Svezia (bandiera)    | P     | Johan Dahlin        |
| 29 | Svezia (bandiera)    | P     | Fredrik Andersson   |
| 31 | Svezia (bandiera)    | D     | Franz Brorsson      |
| 32 | Svezia (bandiera)    | C     | Mattias Svanberg    |
| 34 | Svezia (bandiera)    | C     | Pavle Vagić         |
| 37 | Svezia (bandiera)    | D     | Dennis Hadžikadunić |

## Risultati

### Allsvenskan

#### Girone di andata
| Arbitro: | Stefan Johannesson (Täby) |

|          |           |             |
| Boman 8’ | Marcatori | 34’ Cibicki |

| Arbitro: | Patrik Eriksson (Gävle) |

|                          |           |  |
| Safari 35’ Rosenberg 60’ | Marcatori |  |

| Arbitro: | Glenn Nyberg (Borlänge) |

|  |           |                                          |
|  | Marcatori | 35’ Christiansen 38’ Cibicki 63’ Cibicki |

| Arbitro: | Jonas Eriksson (Sigtuna) |

|                                     |           |                                   |
| Tinnerholm 31’ Berget 75’ Yotún 86’ | Marcatori | 45+2’ (rig.) Eriksson 65’ Engvall |

| Kalmar 27 aprile 2017, ore 19:00 5ª giornata | Kalmar                   | 0 – 0 referto | Malmö FF | Guldfågeln Arena\| Arbitro: \| Bojan Pandžić (Göteborg) \| |
| Arbitro:                                     | Bojan Pandžić (Göteborg) |               |          |                                                            |

| Arbitro: | Glenn Nyberg (Borlänge) |

|                                     |           |                 |
| Rosenberg 63’ (rig.) Jeremejeff 83’ | Marcatori | 48’ Igboananike |

| Arbitro: | Stefan Johannesson (Täby) |

|             |           |                          |
| Prodell 83’ | Marcatori | 79’ Cibicki 90+1’ Berget |

| Arbitro: | Magnus Lindgren (Göteborg) |

|                           |           |          |
| Rosenberg 52’ Rakip 90+5’ | Marcatori | 80’ Sema |

| Arbitro: | Johan Hamlin (Bro) |

|              |           |                |
| Smárason 51’ | Marcatori | 68’ Tinnerholm |

| Arbitro: | Bojan Pandžić (Göteborg) |

|               |           |                          |
| Rosenberg 76’ | Marcatori | 83’ Sjölund 85’ Holmberg |

| Arbitro: | Glenn Nyberg (Borlänge) |

|  |           |                |
|  | Marcatori | 90+3’ Carvalho |

| Arbitro: | Patrik Eriksson (Gävle) |

|            |           |                            |
| Kozica 52’ | Marcatori | 19’ Christiansen 62’ Rakip |

| Arbitro: | Bojan Pandžić (Göteborg) |

|                                    |           |                       |
| Svanberg 18’ Yotún 53’ Lewicki 66’ | Marcatori | 31’ Eddahri 45+3’ Ali |

| Arbitro: | Johan Hamlin (Bro) |

|  |           |                |
|  | Marcatori | 19’ Jeremejeff |

| Arbitro: | Stefan Johannesson (Täby) |

|                                |           |                                       |
| Berget 6’ Berget 40’ Sarfo 69’ | Marcatori | 66’ Arvidsson 82’ Vecchia 90’ Haglund |

#### Girone di ritorno
| Arbitro: | Mohammed Al-Hakim (Västerås) |

|                                   |           |  |
| Christiansen 67’ Wolff Eikrem 73’ | Marcatori |  |

| Arbitro: | Glenn Nyberg (Borlänge) |

|  |           |           |
|  | Marcatori | 78’ Rakip |

| Arbitro: | Mohammed Al-Hakim (Västerås) |

|  |           |                         |
|  | Marcatori | 90+4’ (aut.) Gunnarsson |

| Arbitro: | Andreas Ekberg (Bjärred) |

|                                                                                          |           |  |
| Berget 23’ (rig.) Jeremejeff 24’ Cibicki 55’ (rig.) Rakip 59’ Sarfo 76’ Christiansen 81’ | Marcatori |  |

| Arbitro: | Stefan Johannesson (Täby) |

|                                          |           |                   |
| Buya Turay 5’ Eddahri 15’ Buya Turay 28’ | Marcatori | 59’ (rig.) Berget |

| Arbitro: | Andreas Ekberg (Bjärred) |

|                          |           |                       |
| Berget 65’ Rosenberg 82’ | Marcatori | 3’ Hysén 86’ Eriksson |

| Arbitro: | Mohammed Al-Hakim (Västerås) |

|                         |           |              |
| Gerzić 61’ Besara 90+2’ | Marcatori | 49’ Vindheim |

| Arbitro: | Johan Hamlin (Bro) |

|                                                 |           |  |
| Rakip 21’ Berget 49’ Rakip 62’ Jeremejeff 90+4’ | Marcatori |  |

| Arbitro: | Stefan Johannesson (Täby) |

|                           |           |                       |
| Nouri 49’ (rig.) Sema 90’ | Marcatori | 25’ Rakip 66’ Lewicki |

| Arbitro: | Andreas Ekberg (Bjärred) |

|                                                                                                |           |  |
| Horn 9’ (aut.) Jönsson 40’ (aut.) Rosenberg 53’ (rig.) Rakip 62’ Tinnerholm 72’ Tinnerholm 76’ | Marcatori |  |

| Arbitro: | Mohammed Al-Hakim (Västerås) |

|                                    |           |  |
| Berntsson 56’ (aut.) Rosenberg 84’ | Marcatori |  |

| Arbitro: | Glenn Nyberg (Borlänge) |

|                    |           |                                             |
| Moberg Karlsson 9’ | Marcatori | 49’ Strandberg 61’ Nielsen 84’ Christiansen |

| Malmö 23 ottobre 2017, ore 19:00 28ª giornata | Malmö FF                  | 0 – 0 referto | AIK | Swedbank Stadion\| Arbitro: \| Stefan Johannesson (Täby) \| |
| Arbitro:                                      | Stefan Johannesson (Täby) |               |     |                                                             |

| Arbitro: | Victor Wolf (Stoccolma) |

|  |           |                                                        |
|  | Marcatori | 9’ Jeremejeff 18’ Strandberg 63’ Tinnerholm 78’ Berget |

| Arbitro: | Mohammed Al-Hakim (Västerås) |

|            |           |                         |
| Berget 84’ | Marcatori | 32’ Ojala 72’ Faltsetas |

### Svenska Cupen 2016-2017
Essendo stato eliminato al secondo turno nell'agosto 2016, il Malmö FF non si è qualificato per la successiva fase a gironi in programma tra febbraio e marzo 2017.

### Svenska Cupen 2017-2018
| Arbitro: | Granit Maqedonci (Göteborg) |

|         |           |                                                         |
| Kean 3’ | Marcatori | 22’ Jeremejeff 43’ Brorsson 86’ (rig.) Berget 90’ Rakip |

### UEFA Champions League 2017-2018

#### Turni preliminari
| Arbitro: | Thorvaldur Árnason |

|              |           |             |
| Brorsson 75’ | Marcatori | 63’ Nikolov |

| Arbitro: | Anatoliy Zhabchenko |

|                                           |           |                      |
| Grnčarov 55’ Barseghyan 61’ Nikolov 90+1’ | Marcatori | 16’ (rig.) Rosenberg |